# Новий Усур
Новий Усур (рос. Новый Усур) — село Ахтинського району, Дагестану Росії. Входить до складу муніципального утворення Сільрада Луткунська.
Населення — 910 (2010).

## Населення
За даними перепису населення 2002 року в селі мешкало 913 осіб. У тому числі 472 (51,70 %) чоловіка та 441 (48,30 %) жінка.
Переважна більшість мешканців — лезгини (100 % від усіх мешканців). У селі переважає лезгинська мова.